# Entephria incontestata
Entephria incontestata är en fjärilsart som beskrevs av Aubert 1952. Entephria incontestata ingår i släktet Entephria och familjen mätare. Inga underarter finns listade i Catalogue of Life.